# Drosophila atacamensis
Drosophila atacamensis este o specie de muște din genul Drosophila, familia Drosophilidae, descrisă de Brncic și Wheeler în anul 1987. Conform Catalogue of Life specia Drosophila atacamensis nu are subspecii cunoscute.